# Stiphra
Stiphra is een geslacht van rechtvleugeligen uit de familie Proscopiidae. De wetenschappelijke naam van dit geslacht is voor het eerst geldig gepubliceerd in 1890 door Brunner von Wattenwyl.

## Soorten
Het geslacht Stiphra omvat de volgende soorten:
- Stiphra algarobae Piza, 1977
- Stiphra anatina Mello-Leitão, 1939
- Stiphra arribalzagai Mello-Leitão, 1939
- Stiphra brevirostris Bruner, 1913
- Stiphra cearensis Günther, 1940
- Stiphra gibbosa Guérin-Méneville, 1844
- Stiphra giraffe Jago, 1990
- Stiphra lobata Brunner von Wattenwyl, 1890
- Stiphra mariconii Piza, 1978
- Stiphra perdita Mello-Leitão, 1939
- Stiphra robusta Mello-Leitão, 1939
- Stiphra tuberculata Brunner von Wattenwyl, 1890